# Zdeňka Veřmiřovská
Zdeňka Veřmiřovská (Kopřivnice, Moravia (actualmente República Checa), 27 de junio de 1913-Praga, 13 de mayo de 1997) fue una gimnasta artística checoslovaca, campeona olímpica en Londres 1948 en el concurso por equipos.

## Carrera deportiva
En los JJ. OO. celebrados en Berlín en 1936 gana la plata en el concurso por equipos, quedando las checoslovacas por detrás de las alemanas y por delante de las húngaras, que se llevaron el bronce, y siendo sus compañeras de equipo: Jaroslava Bajerová, Božena Dobešová, Vlasta Foltová, Anna Hřebřinová, Matylda Pálfyová, Vlasta Dekanová y Marie Větrovská.
Dos años después, en el Mundial de Praga 1938 gana el oro en el concurso por equipos —por delante de Yugoslavia y Polonia—, y la plata en la competición general individual, tras su compatriota Vlasta Děkanová (oro) y por delante de otra checoslovaca Matulda Palfyeva.
Y en las Olimpiadas celebradas en Londres en 1948 consigue junto con su equipo el oro en el concurso grupal, quedando por delante de las gimnastas húngaras y las estadounidenses, y siendo sus compañeras de equipo: Božena Srncová, Marie Kovářová, Miloslava Misáková, Milena Müllerová, Věra Růžičkova, Olga Šilhánová y Zdeňka Honsová.